# KOI-74b
KOI-74b とは、2010年に発見された太陽系外の天体で、太陽の26倍の光度を持つA型主系列星 KOI-74 (KIC 6889235) の周囲を一周5.2日かけて公転している。惑星あるいは褐色矮星に近い質量・半径を持ちながら表面温度は太陽の2倍以上という天体である。低質量の白色矮星や高温の惑星の可能性が論じられているが、どのカテゴリーに分類されるべきかは2010年の時点では明らかでない。
KOI-74bと同時に報告された同種の天体として、KOI-81b がある。

## 発見
KOI-74bは、ケプラー計画の2009年5月から同年6月の観測データを元に発見され、アメリカ天文学会第215回会合で報告された。ケプラーは、太陽系外惑星が恒星の手前を横切る際の減光を観測する宇宙望遠鏡で、KOI-74b も他の系外惑星と同様にこの手法（食検出法）に基づいて発見されたものだが、KOI-74 系の光度変化は特異なものだった。
伴星が太陽系外惑星や低質量星などの場合、恒星の手前を通過する際に最も大きな減光が起きる。また、これとは別に、伴星が恒星の奥に隠れる（掩蔽される）時にも減光が見られるが、通常、伴星の単位面積当たりの光度は主星よりずっと小さいため、減光の幅も恒星面通過の時とくらべて僅かである。
しかしKOI-74bの場合は、恒星の手前を通過するより恒星の奥に掩蔽される時の方が大きな減光を引き起こしていた。これはKOI-74bが、主星を上回る単位面積当たりの光度で輝いていることを意味している。高温の天体の表面光度はほぼ天体の温度のみに依存するため、KOI-74bは惑星並のサイズを持ちながら、恒星より高い表面温度を持つ特異な天体であることが示された。

## 性質
| 太陽 | KOI-74 b  |
| ---- | --------- |
| 太陽 | Exoplanet |

| 木星 | KOI-74 b  |
| ---- | --------- |
| 木星 | Exoplanet |

KOI-74bの表面温度は12300Kと推定されている。この値は大質量の恒星の表面温度に相当するが、半径は太陽の0.079倍（木星の0.77倍）と観測されているため、恒星とは考えられない。
伴星が主星に及ぼす潮汐力の観測から、質量は太陽の0.3-3.2%と推測されている。これは惑星や褐色矮星がとりうる範囲で、前述の半径の観測値も恒星よりこの種の天体に近いが、仮にKOI-74bが惑星や褐色矮星だとすると異常に高温である。天体の熱源が中心の恒星からの放射のみによると仮定すると表面温度は2250K程度にしかならないと見積もられている。潮汐力による加熱を考慮すれば温度はいくらか上昇する可能性もあるが、それでも1万度を超える高温を説明するのは難しい。形成後間もない惑星が冷却する以前の状態という推定もある。
KOI-74bの正体は低質量の白色矮星なのではないかとも考えられており、実際にコンパクトで高温というKOI-74bの性質は白色矮星に類似している。推定された質量は標準的な白色矮星としては小さすぎ、逆に半径は大き過ぎるが、元々恒星から遠くにあった白色矮星が何らかのメカニズムによって恒星の近くまで移動すると、天体表面の物質が剥ぎ取られ、質量が小さくなる可能性がある。質量を失うと重力が弱まって密度が低くなり、半径も大きくなると推察されている。
2010年1月の時点では、KOI-74bに関する情報は限られているが、視線速度法によってより高い精度で質量が計測できれば、より詳細な議論が可能になると考えられている。